# VK-guldet
VK-guldet är ett idrottspris som delats ut av tidningen Västerbottens-Kuriren, förkortad VK, sedan 1937. Reglerna för VK-guldet säger att ingen kan få priset mer än en gång. Här är samtliga vinnare, från 1937 och framåt.

## Vinnare
- 1937 - Artur Häggblad, IFK Umeå.
- 1938 - Hasse Johansson, Skellefteå AIK.
- 1939 - Erik Johansson, Umedalen.
- 1940 - (ingen utdelning)
- 1941 - Rune Lundström, I20 IF.
- 1942 - Ivar Nilsson, Sandvik.
- 1943 - Alf Westman, I20 IF.
- 1944 - Gösta Andersson, IFK Umeå.
- 1945 - Harald Eriksson, IFK Umeå.
- 1946 - Gunnar Karlsson, IFK Umeå.
- 1947 - Martin Lundström, IFK Umeå.
- 1948 - Severt Dennolf, Nordmaling.
- 1949 - Enar Josefsson, Åsele IK.
- 1950 - Gösta Brännström och Göte Almqvist, båda Skellefteå AIK.
- 1951 - Sten Bergqvist, Skellefteå SK.
- 1952 - Hans Olofsson, Fjällvinden.
- 1953 - Axel Öhgren, Skellefteå AIK.
- 1954 - Gullbrand Sjöström, Skellefteå. AIK, och Sven Weman, Umeå PK.
- 1955 - Mauritz Warg, Bolidens SF.
- 1956 - Gehnäll Persson, K4 IF.
- 1957 - Eilert Määttä och Hans Svedberg, Skellefteå AIK.
- 1958 - Sture Grahn, Lycksele.
- 1959 - Assar Rönnlund, IFK Umeå.
- 1960 - Lennart Larsson, SK Järven.
- 1961 - Halvard Nilsson, Skellefteå OK.
- 1962 - Lennart Häggroth, Skellefteå AIK.
- 1963 - Bengt Persson, IFK Umeå och Bengt-Erik Grahn, Fjällvinden.
- 1964 - Karl-Uno Olofsson, IFK Umeå.
- 1965 - Kenneth Israelsson, IFK Umeå.
- 1966 - Ingvar Sandström, Lycksele.
- 1967 - Lennart Hedmark, Skellefteå AIK.
- 1968 - Toini Gustafsson-Rönnlund, IFK Umeå.
- 1969 - Kenneth Lundmark, Skellefteå AIK.
- 1970 - Siv Larsson, IFK Umeå.
- 1971 - Lars-Gunnar Gruffman, I 20 IF.
- 1972 - Lilian Nilsson, Fjällvinden.
- 1973 - Gunilla Lundberg, Umeå SS.
- 1974 - Ingemar Stenmark, Fjällvinden.
- 1975 - Göran Flodström, Umeå FK.
- 1976 - Curt Linerud, Rödå-Tavelsjö SF.
- 1977 - Erik Wäppling, Skellefteå SK.
- 1978 - Hardy Nilsson, Skellefteå AIK.
- 1979 - Leif Lundmark, Skellefteå AIK.
- 1980 - Svante Rasmuson, Sandviks IK.
- 1981 - Patrik Sundström, Björklöven.
- 1982 - Bengt Fjällberg, Fjällvinden.
- 1983 - Ulf Sedlacek, Umedalens IF.
- 1984 - Göte Wälitalo, Björklöven.
- 1985 - Joakim Nyström, Skellefteå TK.
- 1986 - Henrik Oscarsson, Umeå/Holmsund SK.
- 1987 - Peter Andersson, Björklöven.
- 1988 - Christer Wallin, Umeå SS.
- 1989 - Mikael Ericsson, Umeå AK.
- 1990 - Arja Hannus, Umeå OK.
- 1991 - Birgit Bringslid, Skellefteå AIK och Håkan Johansson, Umeå AK.
- 1992 - Lag Elisabet Gustafson, Umeå Curlingklubb.
- 1993 - Antonina Ordina, Tegsnäspojkarna.
- 1994 - Marie Lindgren, Umeå-Holmsunds SK.
- 1995 - Eva Häggkvist, Gimonäs CK.
- 1996 - Eila Nilsson, Skellefteå Handikappsim och Steve Galloway, Umeå FC.
- 1997 - Per Elofsson, IFK Umeå.
- 1998 - Anja Pärson, TIK Fjällvinden.
- 1999 - Öråns SK:s bordtennisdamer, Örån SK.
- 2000 - Umeå IK:s fotbollsdamer
- 2001 - Anders "Linus" Öhman, Umeå IK.
- 2002 - Rasmus Wengberg, IFK Umeå.
- 2003 - Jörgen Brink, IFK Umeå.
- 2004 - Marta, Umeå IK.
- 2005 - Björn Ferry, Storuman.
- 2006 - Iksu Innebandy, Umeå.
- 2007 - Maria Pietilä Holmner, UHSK Umeå SK.
- 2008 - Emma Zackrisson, Umeå Golfklubb.
- 2009 - Thomas Hansson-Mild, Umeå Segelsällskap.
- 2010 - Heidi Andersson, Storuman.
- 2011 - Jens Byggmark, Tärna IK Fjällvinden.
- 2012 - Viktoria Tegenfeldt, IFK Umeå.
- 2013 - Jimmie Ericsson, Skellefteå AIK.
- 2014 - Skellefteå Curlingklubb (lag Siegfridsson).
- 2015 - Linn Sömskar, IFK Umeå.
- 2016 - Jonna Sundling, IFK Umeå.
- 2017 - Emelie Wibron, Iksu Innebandy.[1]
- 2018 - Team Silva, Umeå[2]
- 2019 – A3 Basket, Umeå[3]
- 2020 –  David Åhman, Iksu beachvolley[3]
- 2021 – Oskar Norum, Umeå AK[3]
- 2022 – Maja Viström, innebandy[4]
- 2023 – Wilma och Viktor Edlund, danssport[5]

## Dampriset
Under några årtionden har VK också delat ut ett speciellt dampris. 1993 beslutades det dock att det bara skulle delas ut ett pris, VK-guldet.
- 1961 - Barbro Martinsson, Skellefteå SK.
- 1962 - Karin Wallberg, Lycksele IF.
- 1963 - Birgitta Sjölund, Skellefteå IF.
- 1964 - Christina Barrebo, Skellefteå SK.
- 1965 - Ingrid Sundberg, Lycksele IF.
- 1966 - Britta Svensson, IFK Umeå och Siv Larsson, IFK Umeå.
- 1967 - Britt-Marie Hammarsten, Robertsfors IK.
- 1968 - (ingen utdelning)
- 1969 - Lena Ekblad, IFK Umeå.
- 1970 - (ingen utdelning)
- 1971 - Ann-Christin Ångström, Lycksele IF.
- 1972–1973 - (ingen utdelning)
- 1974 - Görel Partapouli, Lycksele IF.
- 1975 - Karin Sundberg, Lycksele IF.
- 1976 - Ann-Cathrine Karlsson, IFK Umeå.
- 1977 - Åsa Rindefalk, IK Fjällvinden.
- 1978 - Birgitta Båga, Skellefteå AIK.
- 1979 - Marianne Berglund, Skellefteå AIK.
- 1980 - Annika Uvehall, Sandviks IK.
- 1981 - Birgit Bringslid, Skellefteå AIK.
- 1982 - Kerstin Wass, Umeå Bågskytteklubb.

## Galleri

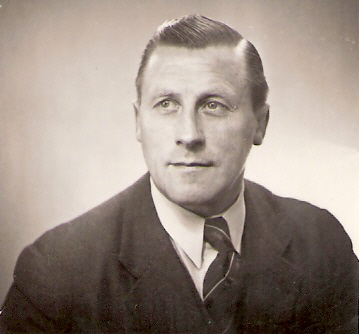
Eric Umedalen, friidrottare (slägga)
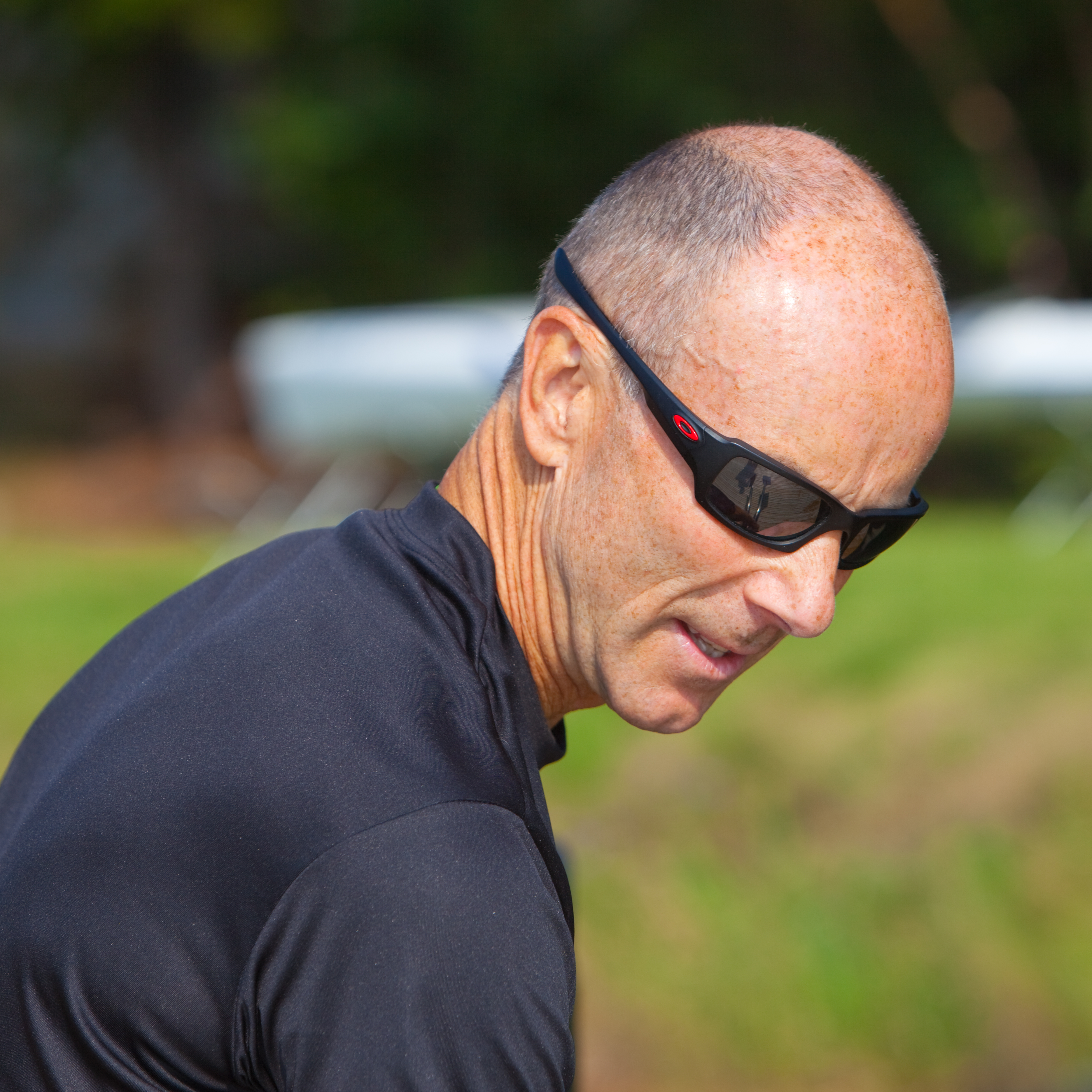
Ingemar Stenmark, utförsåkare, bilden från 2011.
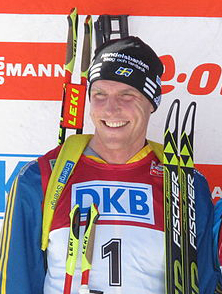
Björn Ferry, skidskytt
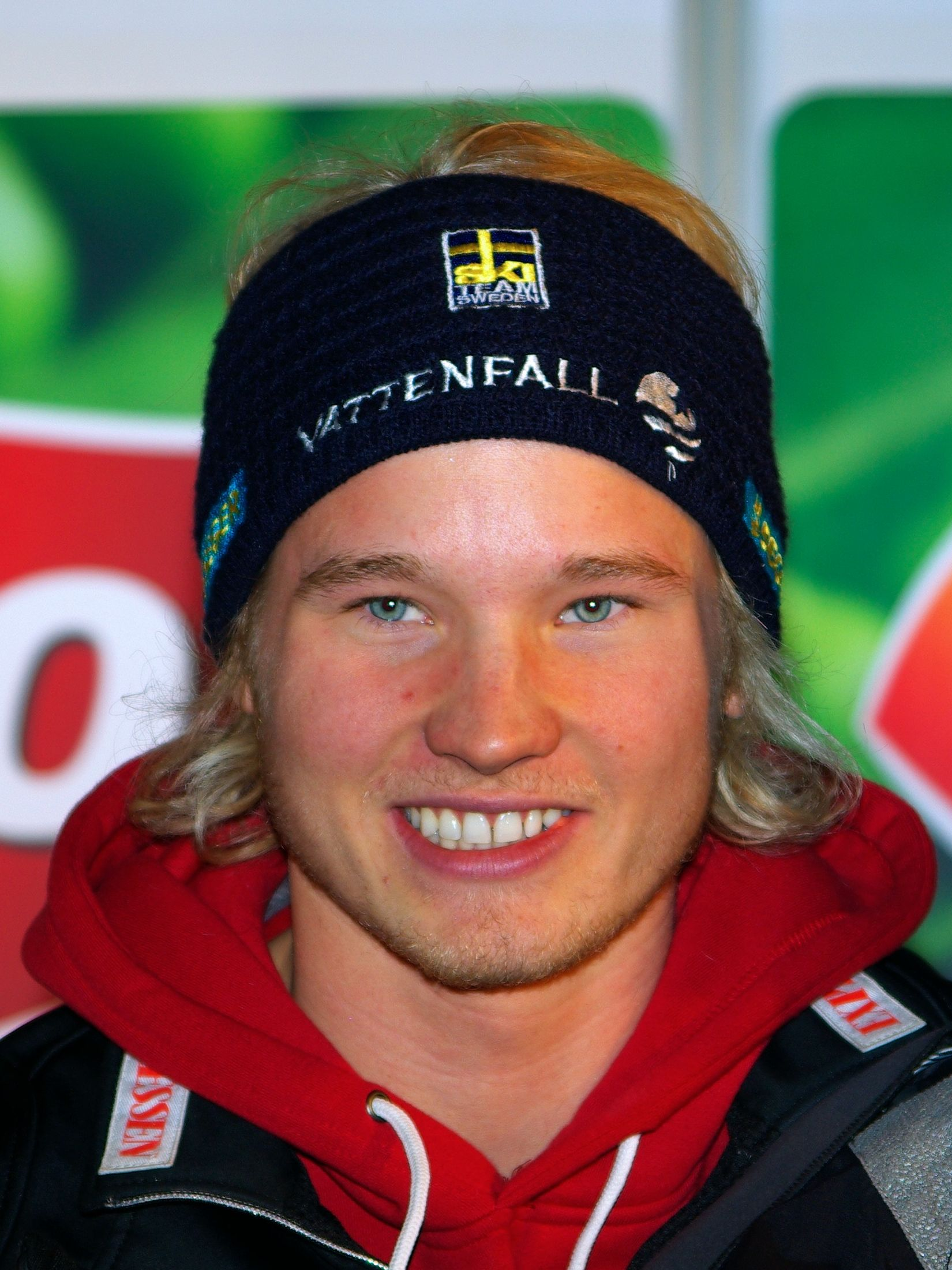
Jens Byggmark, utförsåkare, bilden från 2008
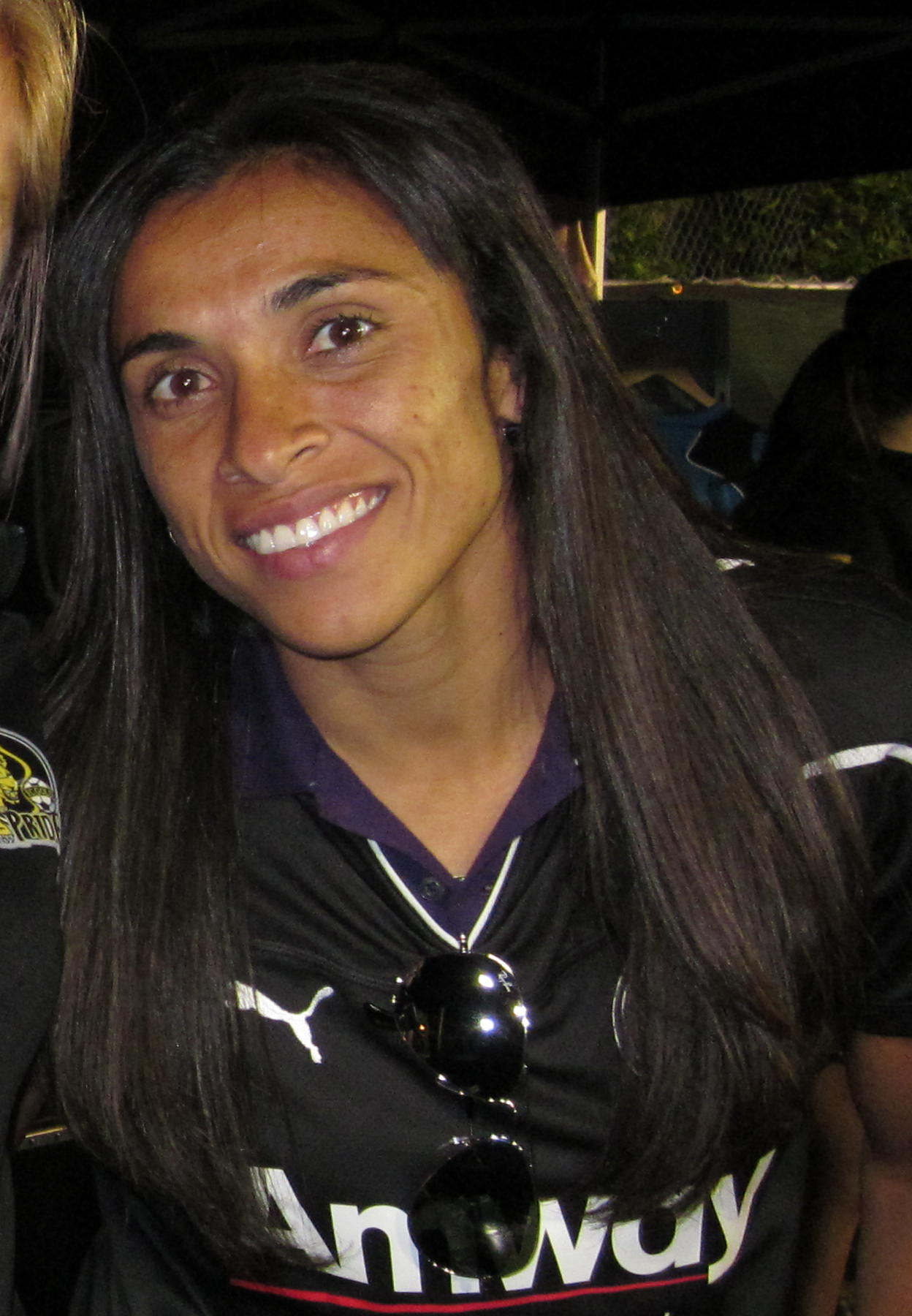
Marta Vieira da Silva, fotbollsspelare